# CNH Industrial

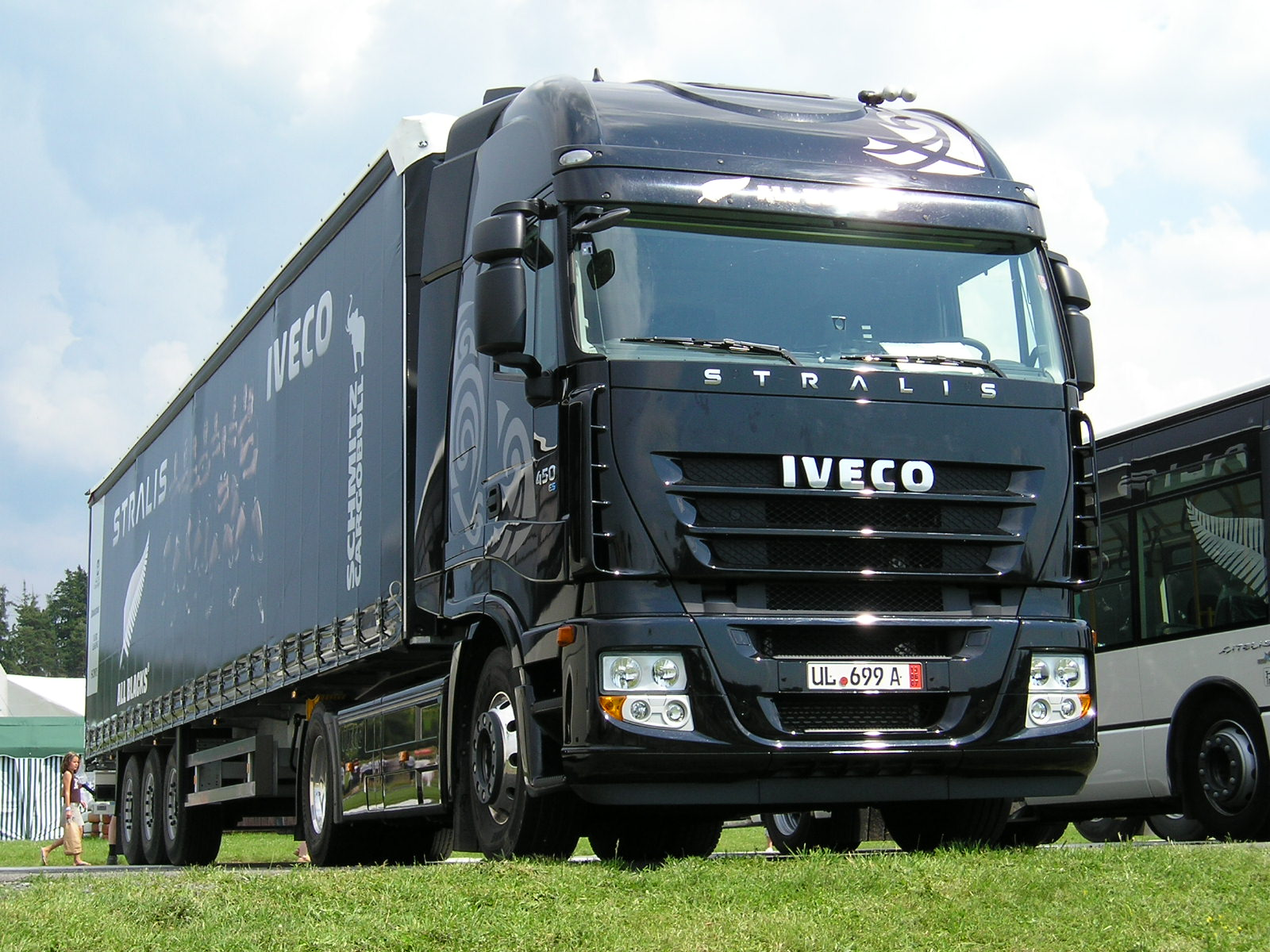
Iveco Stralis

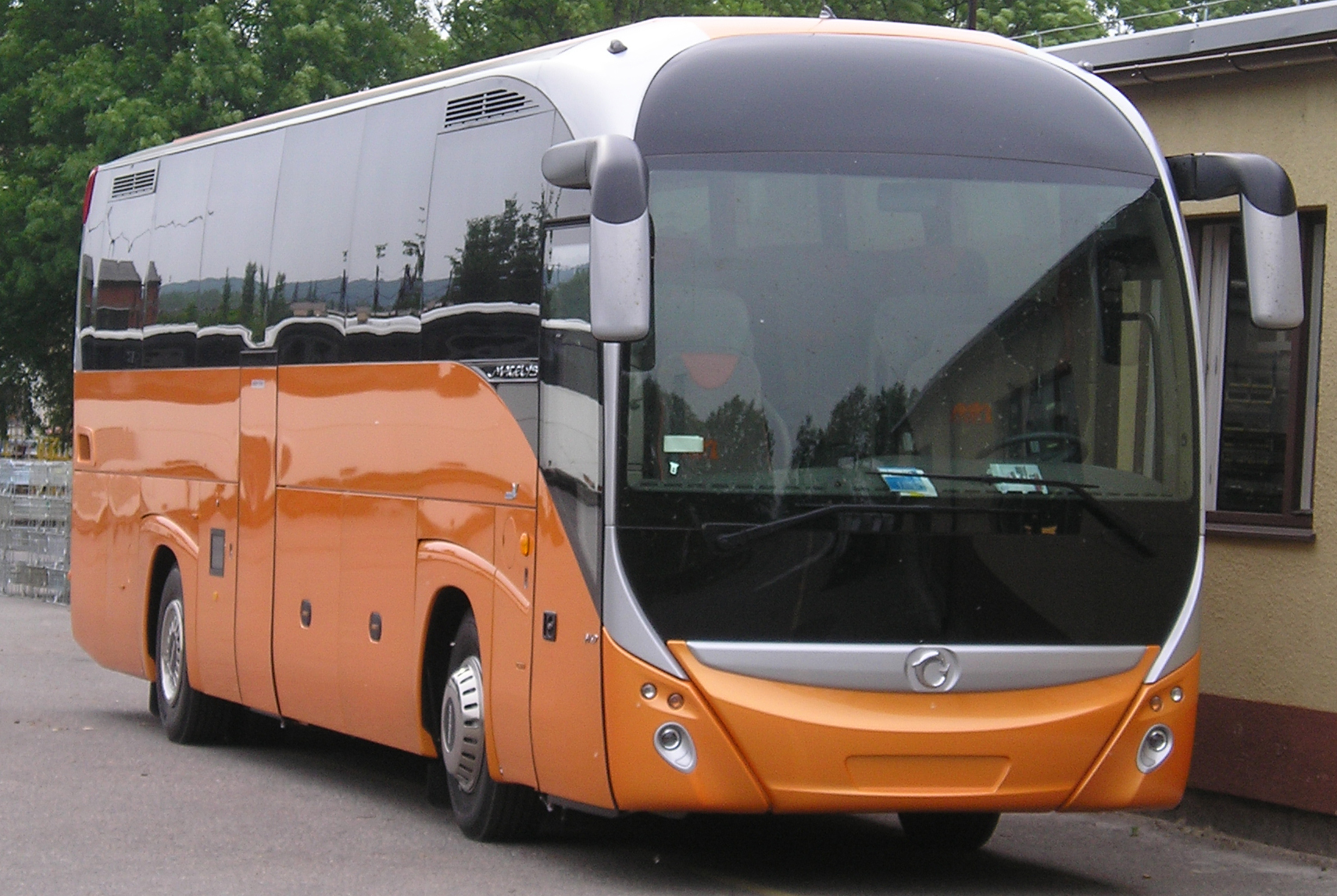
Irisbus Magelis

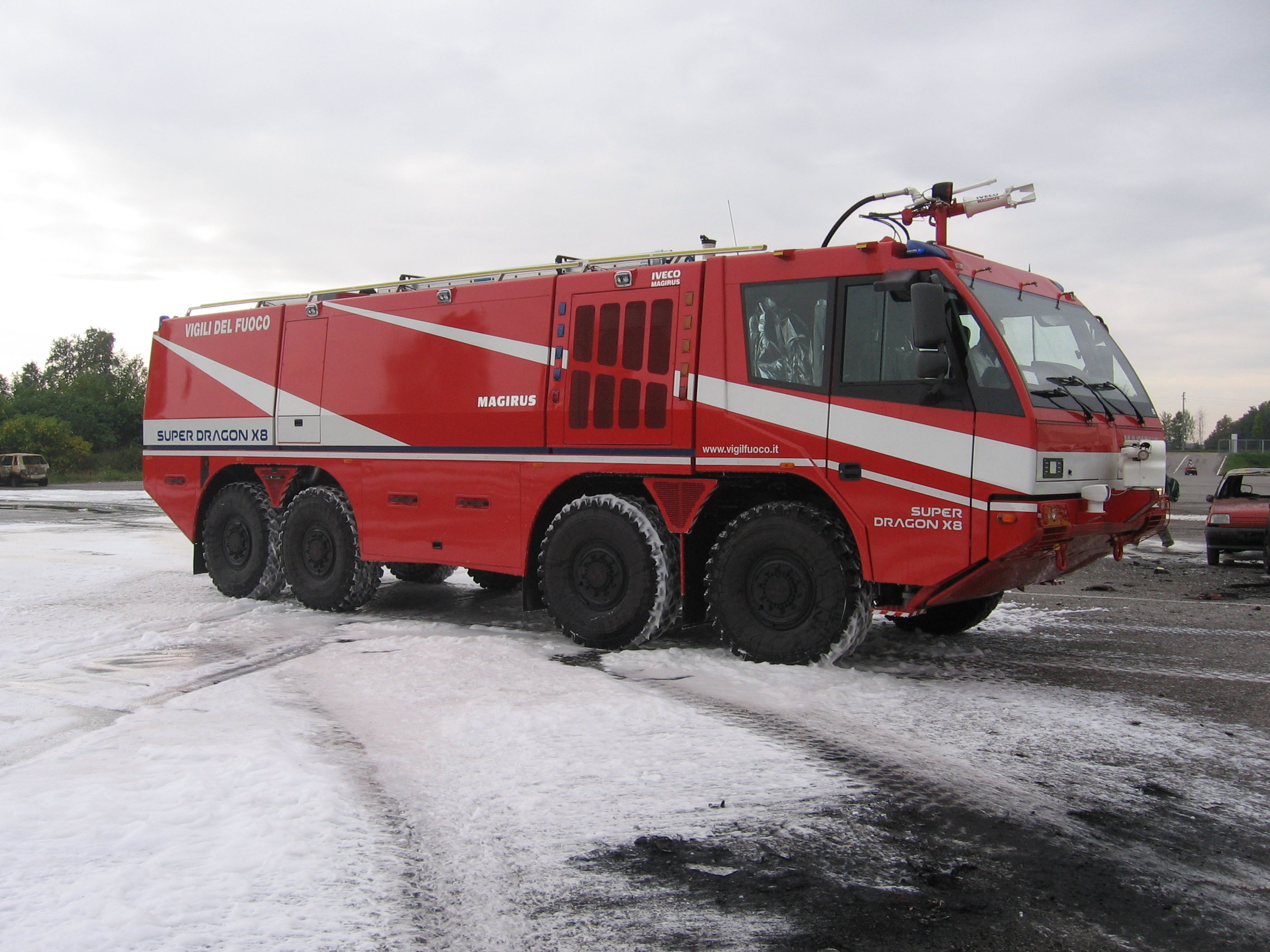
Iveco Magirus Super Dragon

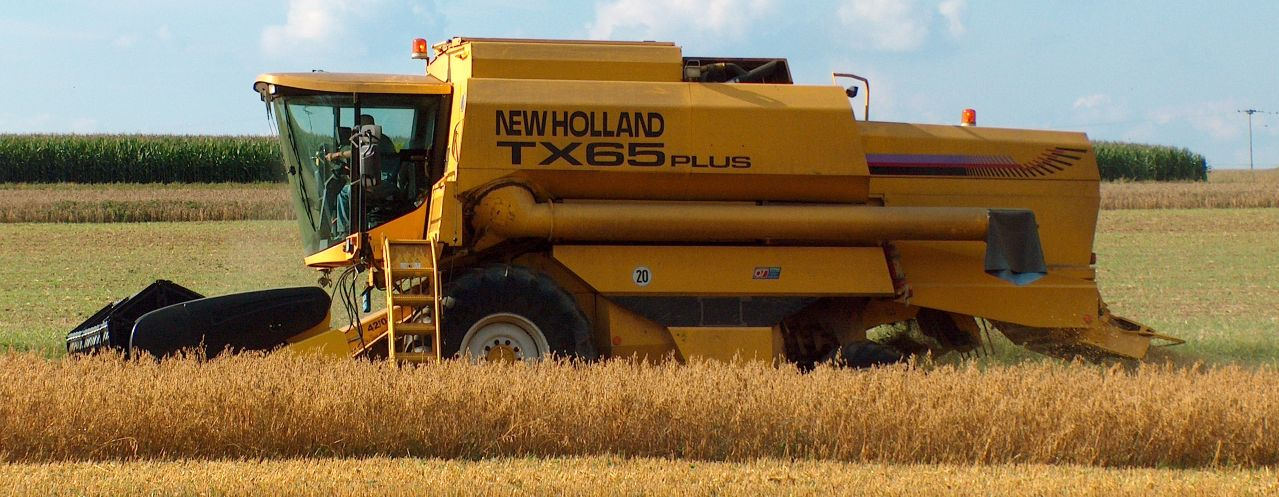
New Holland Agriculture

CNH Industrial es un grupo industrial italiano resultante de unificar Fiat-Allis Industrial S.p.A. y CNH ambas de la misma compañía, Fiat Industrial S.p.A.. Esta es una sociedad resultante del spin-off de las actividades industriales del grupo automovilístico Fiat S.p.A., el cual escindió la mayor parte de sus actividades no directamente relacionadas con los automóviles el 1 de enero de 2011. Fiat Industrial S.p.A. sirve como una sociedad de cartera, la cual retiene la propiedad de Iveco Group fabricante de camiones, autobuses, vehículos comerciales y para el ejército; una participación del 89,3% en el grupo CNH, uno de los principales fabricantes del mundo de maquinária para la agricultura y equipos de construcción y FPT Industrial, fabricante de generadores y motores industriales y marinos. Actualmente esta compañía está dirigida por Suzanne Heywood, quien sustituyó al fallecido Sergio Marchionne. Su sede actual se encuentra en la histórica fábrica de Fiat Lingotto, en la ciudad de Turín, Piamonte, Italia.
En la escisión del 1 de enero de 2011, cada acción existente de Fiat Auto S.p.A. se convirtió en una acción de Fiat Groupe S.p.A. (actual FCA). De esta, se realizó un spin off la cual se convertiría en Fiat Industrial S.p.A. en la cual el valor de cada acción es, de una, a una.
Aunque cada una orgánicamente independientes de la sociedad de origen Exor N.V, Fiat Industrial S.p.A. y CNH Industrial, comparten los principales consejeros y accionistas, así como la sede legal.
Con la inclusión de FCA dentro del conglomerado Stellantis, del cual Exor N.V. es fundador y partícipe al 50% junto a Groupe PSA desde 01/2021 esta rama tan sólo atañe al desarrollo - comercialización de todos los modelos de las marcas de automóviles de la ex FCA incluyendo Fiat Professional

Fiat Industrial, S.p.A. será desde ese momento (2021), un grupo único, dónde forma parte Iveco Group N.V y donde en (2023), ninguna de estas compañías, forman parte de Stellantis N.V.
Todas estas compañías si que comparten tecnologías y son gestionadas y controladas por la (Familia Agnelli).

## Filiales del grupo
- FIAT - ALLIS

### Maquinaria Agrícola
CNH (acrónimo de Case New Holland) es un fabricante global de maquinaria, con líneas completas de productos en el sector agrícola y de la construcción. Es el segundo mayor fabricante de maquinaria agrícola del mundo y el tercero de maquinaria para la construcción. Es propiedad en un 89 % del grupo industrial italiano. Su sede se encuentra en Burr Ridge, Illinois.
- Case IH

- New Holland Agriculture

- Steyr Traktoren

### Maquinaria de construcción
- Case Construction

- New Holland Construction

- Kobelco

### Motores, transmisiones y generadores
Fiat Industrial, filial de Iveco Groupe N.V. es quien suministra los propulsores y transmisiones y es la encargada de desarrollar todos los sistemas empleados.

### Servicios
- Iveco Capital

- CNH Capital

- CNH Parts & Service

## CNH Industrial y Fiat S.p.A. en el mundo
Los grupos cerraron el año 2012 con una facturación conjunta de 109.752 millones de euros. Estos ingresos se reparten de la siguiente manera:
| Zona           | Fiat S.p.A. (millones de €) | Fiat Industrial S.p.A. (millones de €) | Total   |
| -------------- | --------------------------- | -------------------------------------- | ------- |
| EMEA           | 20.150                      | 10.249                                 | 30.399  |
| NAFTA          | 45.337                      | 7.339                                  | 52.676  |
| LATAM          | 18.471                      | 3.850                                  | 22.321  |
| APAC           | 2.519                       | 4.357                                  | 6.786   |
| Total Ingresos | 83.957                      | 25.785                                 | 109.752 |

Así mismo, ambas empresas contaban al 31 de diciembre de 2012 con un total de 283.093 empleados.
| Zona            | Fiat S.p.A. | Fiat Industrial S.p.A. | Total   |
| --------------- | ----------- | ---------------------- | ------- |
| EMEA            | 88.625      | 42.152                 | 130.777 |
| NAFTA           | 78.713      | 11.500                 | 90.213  |
| LATAM           | 46.949      | 9.663                  | 56.612  |
| APAC            | 5.549       | 4.942                  | 10.491  |
| Total Empleados | 214.836     | 68.257                 | 283.093 |